# Hotel Bau
Hotel Bau (Hotel for Dogs) è una commedia americana del 2009, basata sul romanzo con lo stesso nome, del 1971, scritto da Lois Duncan.
In Italia il film è uscito il 20 febbraio 2009 e, durante il primo fine settimana di programmazione, è riuscito ad incassare solo € 35.000. Inoltre, ha fatto il suo primo passaggio televisivo il 7 maggio 2011 su Italia 1, catturando 1.904.000 telespettatori e l'8,21% di share.

## Trama
La sedicenne Andi e suo fratello Bruce sono due giovani orfani con una sfrenata passione per i cani. Quando però i nuovi tutori decidono di vietar loro di tenere un cucciolo in casa, i due prendono possesso di un vecchio hotel abbandonato e lo trasformano in un hotel per cani, accogliendo tutti i randagi della zona. Riusciranno Andi e Bruce a mantenere la loro attività senza farsi scoprire? Una tenera e divertente commedia sull'amicizia il lavoro di squadra l'aiutare gli altri e la fratellanza.